# Цейлонский чай
Цейлонский чай — название чая, который выращивается на острове Шри-Ланка, ранее называвшимся Цейлон.
Шри-Ланка занимает третье место в мире по производству чая, после Китая и Индии, и является одним из крупнейших экспортёров на мировой рынок с долей 23 % от мирового экспорта. Основная часть производимого на Шри-Ланке чая приходится на чёрный и зелёный чай. Белый чай, улуны и прочие сорта почти не производятся. Промышленное выращивание чая на Цейлоне было начато Джеймсом Тейлором в 1867 году. На сегодняшний день производство чая является одной из ключевых отраслей ланкийской экономики. Экспорт чая оценивается в 15 % от всего экспорта страны.
Цейлонский чай в основном представлен чаями однородного, среднего качества, выращенными на небольших и средних высотах. Высокосортные чаи выращиваются в небольших количествах на плантациях, расположенных на высокогорье в южной части острова.

## История

### Предыстория
В период голландской колонизации на острове начали выращивать корицу. Позднее, в британский период, на выращивание корицы была объявлена монополия Ост-Индской компании. Однако, экономический спад 1830-х годов в Британии затронул и коричные плантации, и от них было решено отказаться ввиду нерентабельности. Основной культурой, выращиваемой на острове, стал кофе. В результате большого спроса и высокой цены на кофе на европейском рынке, уже к 1840 году производство кофе достигло значительного расцвета. В 1869 году кофейная промышленность всё ещё процветала, но вскоре после этого грибковая инфекция hemileia vastatrix уничтожила все кофейные плантации Цейлона.

### Выращивание чая в британский колониальный период
Одним из первых плантаторов, начавших выращивать чай на острове, был плантатор Джеймс Тейлор. Он организовал первые поставки чая в Лондон в 1891 году. Первая партия была продана по цене 25 фунтов стерлингов и 10 шиллингов за фунт. За год до этого крупный британский предприниматель Томас Липтон заинтересовался цейлонской чайной промышленностью и, отправившись туда в самом начале её развития, скупил по низкой цене ряд плантаций для того, чтобы иметь возможность поставлять чай в свои магазины напрямую, экономя на услугах посредников. В результате чай обходился ему дешевле, и он смог успешно конкурировать с магазинами, продающими чай из других регионов. Липтон провел масштабную рекламную кампанию своего чая и продавал его по цене 1 шиллинг и 7 пенсов за фунт, в то время как средняя цена на чай в Англии составляла 3 шиллинга. Это позволило ему в короткие сроки занять большую нишу на рынке чая. За заслуги перед британской короной королева Виктория наградила его рыцарским титулом. Позднее Липтон распространил торговлю чаем и на Соединённые Штаты. Огромные рекламные щиты долгое время возвышались над складами Липтона в нью-йоркском порту.
Если в 1875 году площадь чайных плантаций острова составляла 1 тыс. акров, то к 1895 году они занимали уже 300 тыс. акров и продолжали расширяться.

## Галерея

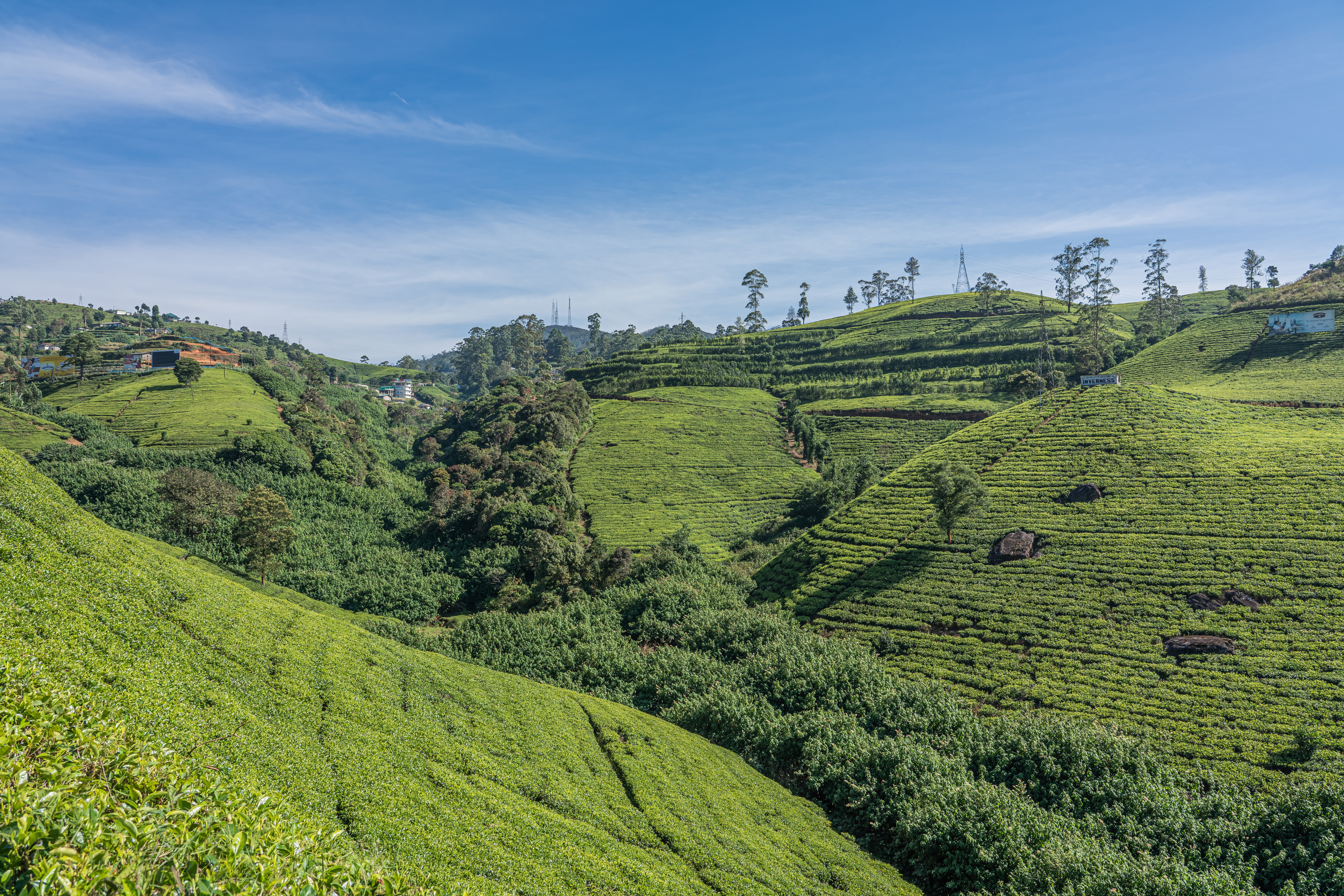
Чайная плантация в окрестностях Нувара-Элии
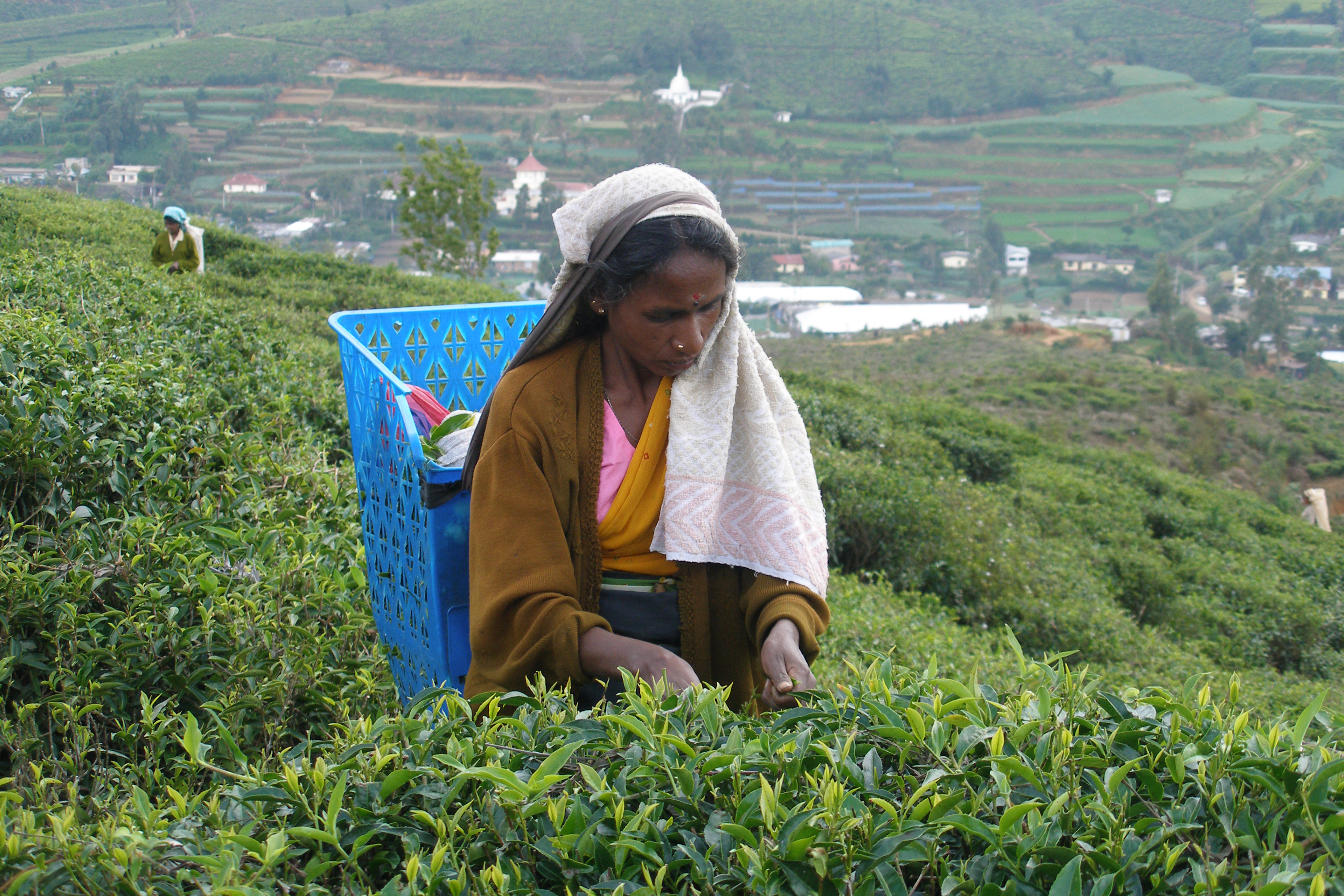
Сбор урожая
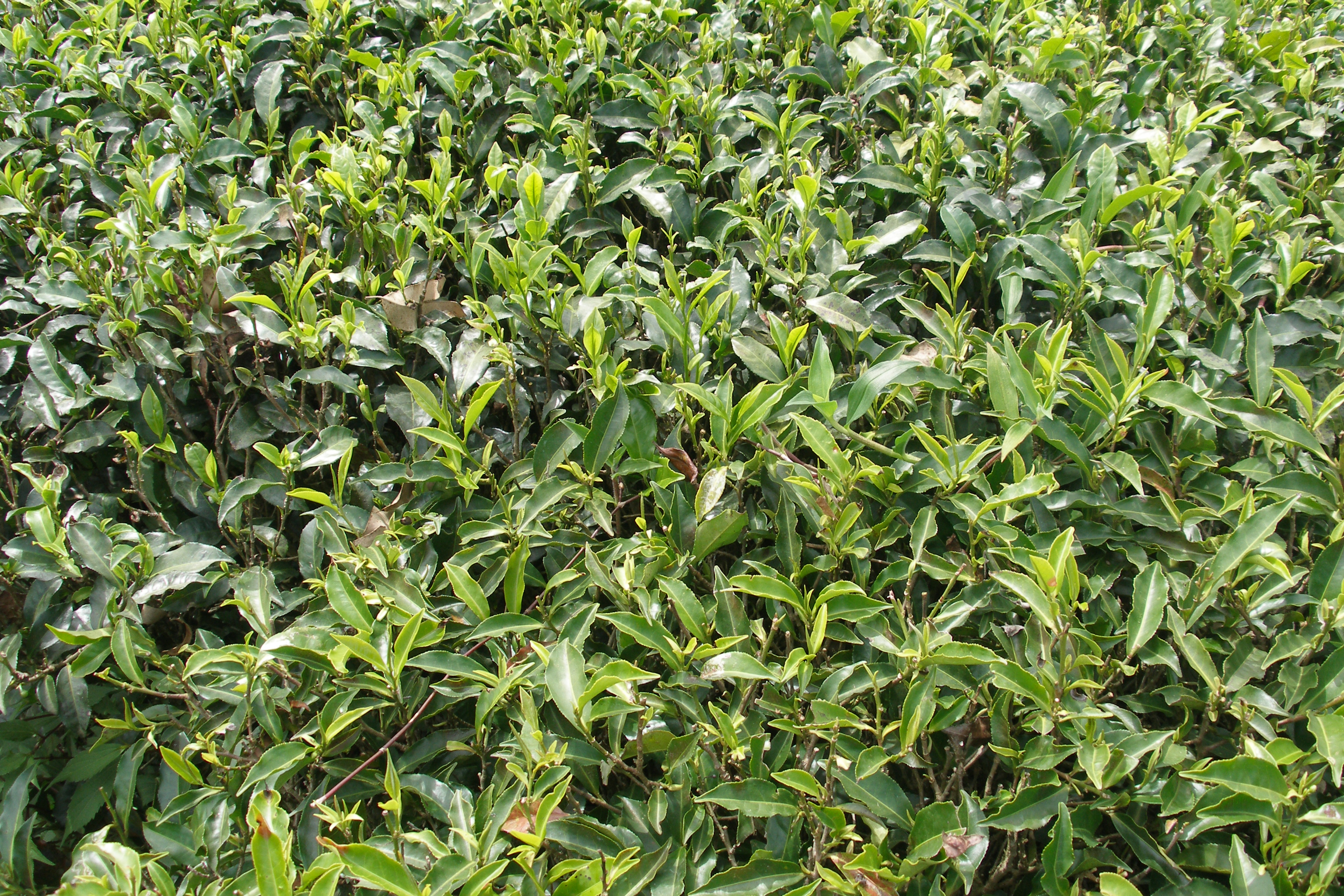
Чайный лист
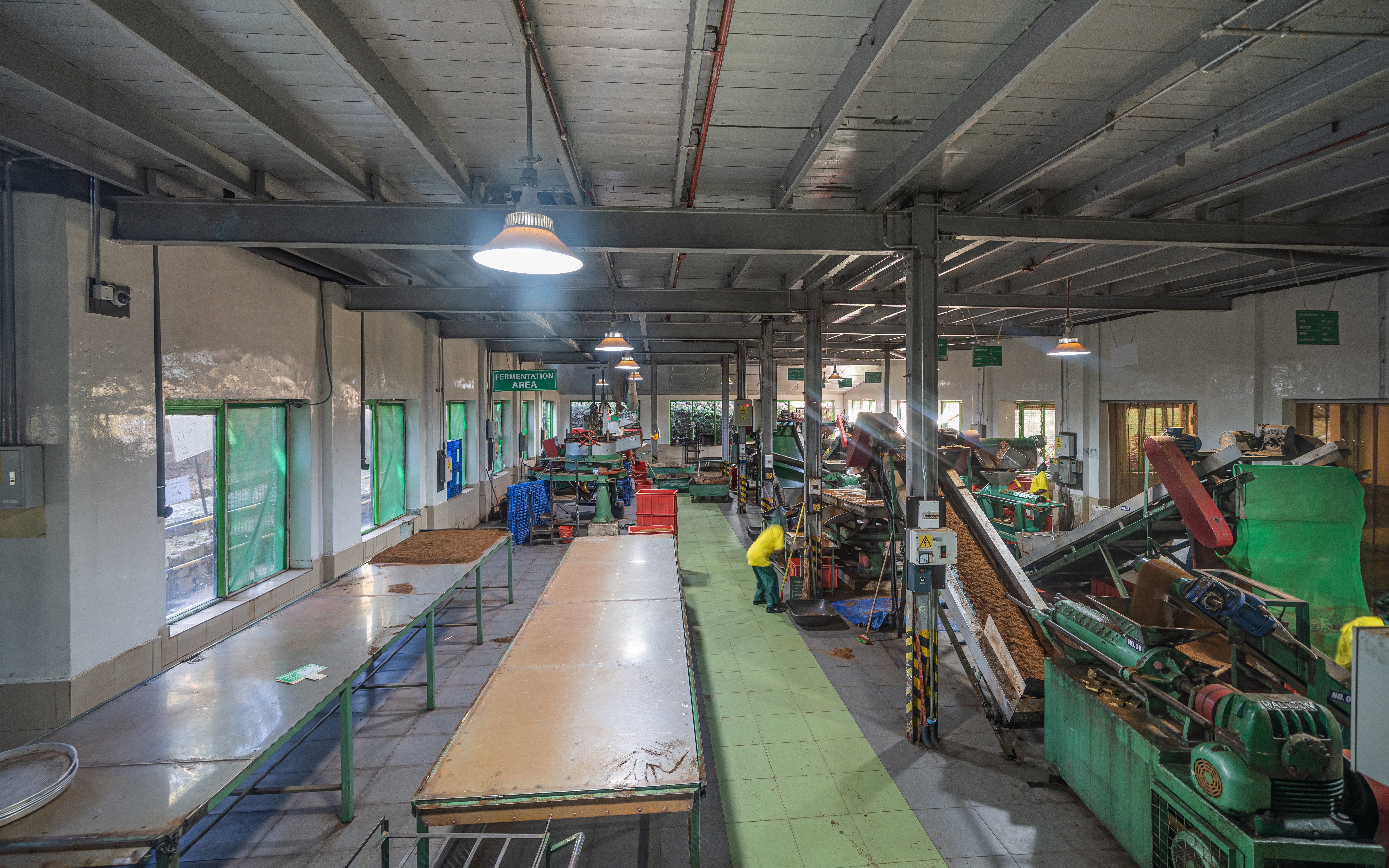
Ферментационный цех в одной из чайных фабрик